# 拉伯韦恩廷
拉伯韦恩廷是德国巴伐利亚州的一个市镇。总面积76.19平方公里，总人口3397人，其中男性1718人，女性1679人（2011年12月31日），人口密度45人/平方公里。